# Governador de Tòquio
El Governador de Tòquio és el càrrec de major importancia política dins de la Prefectura de Tòquio i és el cap del Govern Metropolità de Tòquio.
El primer Governador de la prefectura fou en Mitsue Karasumaru en 1868 amb el càrrec de "Governador de la Prefectura d'Edo" com es deia aleshores. Pocs mesos després, el nom canvià a Tòquio i en Karasumaru continuà governant. L'actual Governadora és na Yuriko Koike.

## Funcions del càrrec
Com en les altres prefectures, els ciutadans de Tòquio trien directament al Governador cada quatre anys, sense límit de mandats pels Governadors. El Governador és l'encarregat d'aprovar els pressupostos, que després hauran de ser aprovats per l'assemblea legislativa. L'assemblea pot fer una qüestió de confiança al Governador i aquest te les competències per dissoldre la cambra.

## Llista de Governadors de Tòquio
| Prefectura d'Edo (1868)                     |                   |                                 |                        |                        |                                        |
| 1                                           |                   | Mitsue Karasumaru (1832-1873)   | 13 de juliol de 1868   | 5 d'octubre de 1868    | Independent                            |
| 1                                           | 0 anys, 84 dies   | Mitsue Karasumaru (1832-1873)   |                        |                        | Independent                            |
| Prefectura de Tòquio (1868-1943)            |                   |                                 |                        |                        |                                        |
| 1                                           |                   | Mitsue Karasumaru (1832-1873)   | 5 d'octubre de 1868    | 20 de desembre de 1868 | Independent                            |
| 1                                           | 0 anys, 76 dies   | Mitsue Karasumaru (1832-1873)   |                        |                        | Independent                            |
| 2                                           |                   | Takatō Ōki (1832-1899)          | 16 de gener de 1869    | 22 d'agost de 1869     | Independent                            |
| 2                                           | 0 anys, 218 dies  | Takatō Ōki (1832-1899)          |                        |                        | Independent                            |
| 3                                           |                   | Motoosa Mibu (1835-1906)        | 6 de novembre de 1869  | 7 de setembre de 1871  | Independent                            |
| 3                                           | 1 any, 305 dies   | Motoosa Mibu (1835-1906)        |                        |                        | Independent                            |
| 4                                           |                   | Kimimasa Yuri (1829-1909)       | 7 de setembre de 1871  | 18 d'agost de 1872     | Independent                            |
| 4                                           | 0 anys, 346 dies  | Kimimasa Yuri (1829-1909)       |                        |                        | Independent                            |
| 5                                           |                   | Ichiō Ōkubo (1818-1888)         | 30 de juny de 1872     | 19 de desembre de 1875 | Independent                            |
| 5                                           | 3 anys, 172 dies  | Ichiō Ōkubo (1818-1888)         |                        |                        | Independent                            |
| 6                                           |                   | Masataka Kusumoto (1838-1902)   | 19 de desembre de 1875 | 12 de desembre de 1879 | Independent                            |
| 6                                           | 3 anys, 358 dies  | Masataka Kusumoto (1838-1902)   |                        |                        | Independent                            |
| 7                                           |                   | Michiyuki Matsuda (1839-1882)   | 12 de desembre de 1879 | 6 de juliol de 1882    | Independent                            |
| 7                                           | 2 anys, 206 dies  | Michiyuki Matsuda (1839-1882)   |                        |                        | Independent                            |
| 8                                           |                   | Akimasa Yoshikawa (1842-1920)   | 19 de juliol de 1882   | 13 de juny de 1885     | Independent                            |
| 8                                           | 2 anys, 329 dies  | Akimasa Yoshikawa (1842-1920)   |                        |                        | Independent                            |
| 9                                           |                   | Hiromoto Watanabe (1848-1901)   | 13 de juny de 1885     | 9 de març de 1886      | Independent                            |
| 9                                           | 0 anys, 269 dies  | Hiromoto Watanabe (1848-1901)   |                        |                        | Independent                            |
| 10                                          |                   | Goroku Takasaki (1836-1896)     | 9 de març de 1886      | 19 de maig de 1890     | Independent                            |
| 10                                          | 4 anys, 71 dies   | Goroku Takasaki (1836-1896)     |                        |                        | Independent                            |
| 11                                          |                   | Mochiaki Hachisuka (1846-1918)  | 19 de maig de 1890     | 21 de juliol de 1891   | Independent                            |
| 11                                          | 1 any, 63 dies    | Mochiaki Hachisuka (1846-1918)  |                        |                        | Independent                            |
| 12                                          |                   | Tetsunosuke Tomita (1835-1916)  | 21 de juliol de 1891   | 26 d'octubre de 1893   | Independent                            |
| 12                                          | 2 anys, 97 dies   | Tetsunosuke Tomita (1835-1916)  |                        |                        | Independent                            |
| 13                                          |                   | Yasushi Miura (1829-1910)       | 26 d'octubre de 1893   | 14 de març de 1896     | Independent                            |
| 13                                          | 2 anys, 140 dies  | Yasushi Miura (1829-1910)       |                        |                        | Independent                            |
| 14                                          |                   | Michitsune Koga (1842-1925)     | 14 de març de 1896     | 12 d'octubre de 1897   | Independent                            |
| 14                                          | 1 any, 212 dies   | Michitsune Koga (1842-1925)     |                        |                        | Independent                            |
| 15                                          |                   | Nagamoto Okabe (1855-1925)      | 12 d'octubre de 1897   | 16 de juliol de 1898   | Independent                            |
| 15                                          | 0 anys, 277 dies  | Nagamoto Okabe (1855-1925)      |                        |                        | Independent                            |
| 16                                          |                   | Ryū Koizuka (1848-1920)         | 16 de juliol de 1898   | 12 de novembre de 1898 | Partit Progressista                    |
| 16                                          | 0 anys, 119 dies  | Ryū Koizuka (1848-1920)         |                        |                        | Partit Progressista                    |
| 17                                          |                   | Takatomi Senge (1845-1918)      | 12 de novembre de 1898 | 25 de març de 1908     | Independent                            |
| 17                                          | 9 anys, 134 dies  | Takatomi Senge (1845-1918)      |                        |                        | Independent                            |
| 18                                          |                   | Hiroshi Abe (1852-1922)         | 28 de març de 1908     | 30 de desembre de 1912 | Rikken Seiyūkai                        |
| 18                                          | 4 anys, 277 dies  | Hiroshi Abe (1852-1922)         |                        |                        | Rikken Seiyūkai                        |
| 19                                          |                   | Tadasu Munakata (1854-1918)     | 30 de desembre de 1912 | 21 d'abril de 1914     | Rikken Seiyūkai                        |
| 19                                          | 1 any, 112 dies   | Tadasu Munakata (1854-1918)     |                        |                        | Rikken Seiyūkai                        |
| 20                                          |                   | Kiyochika Kubota (1871-1925)    | 21 d'abril de 1914     | 2 de juliol de 1915    | Independent                            |
| 20                                          | 1 any, 72 dies    | Kiyochika Kubota (1871-1925)    |                        |                        | Independent                            |
| 21                                          |                   | Tomoichi Inoue (1871-1919)      | 2 de juliol de 1915    | 12 de juny de 1919     | Independent                            |
| 21                                          | 3 anys, 345 dies  | Tomoichi Inoue (1871-1919)      |                        |                        | Independent                            |
| 22                                          |                   | Hiroshi Abe (1852-1922)         | 20 de juny de 1919     | 27 de maig de 1921     | Rikken Seiyūkai                        |
| 22                                          | 1 any, 341 dies   | Hiroshi Abe (1852-1922)         |                        |                        | Rikken Seiyūkai                        |
| 23                                          |                   | Katsuo Usami (1869-1942)        | 27 de maig de 1921     | 16 de setembre de 1925 | Independent                            |
| 23                                          | 4 anys, 112 dies  | Katsuo Usami (1869-1942)        |                        |                        | Independent                            |
| 24                                          |                   | Hiroyoshi Hiratsuka (1875-1948) | 16 de setembre de 1925 | 5 de juliol de 1929    | Independent                            |
| 24                                          | 3 anys, 292 dies  | Hiroyoshi Hiratsuka (1875-1948) |                        |                        | Independent                            |
| 25                                          |                   | Kenzō Nakagawa (1875-1944)      | 5 de juliol de 1929    | 9 d'octubre de 1929    | Rikken Minseitō                        |
| 25                                          | 0 anys, 126 dies  | Kenzō Nakagawa (1875-1944)      |                        |                        | Rikken Minseitō                        |
| 26                                          |                   | Toratarō Ushizuka (1879-1966)   | 9 d'octubre de 1929    | 18 de desembre de 1931 | Independent                            |
| 26                                          | 2 anys, 70 dies   | Toratarō Ushizuka (1879-1966)   |                        |                        | Independent                            |
| 27                                          |                   | Kyūichi Hasegawa (1884-1945)    | 18 de desembre de 1931 | 12 de gener de 1932    | Independent                            |
| 27                                          | 0 anys, 25 dies   | Kyūichi Hasegawa (1884-1945)    |                        |                        | Independent                            |
| 28                                          |                   | Shōhei Fujinuma (1883-1962)     | 12 de gener de 1932    | 27 de maig de 1932     | Rikken Seiyūkai                        |
| 28                                          | 0 anys, 136 dies  | Shōhei Fujinuma (1883-1962)     |                        |                        | Rikken Seiyūkai                        |
| 29                                          |                   | Masayasu Kōsaka (1881-1967)     | 21 de maig de 1932     | 4 de gener de 1935     | Independent                            |
| 29                                          | 2 anys, 222 dies  | Masayasu Kōsaka (1881-1967)     |                        |                        | Independent                            |
| 30                                          |                   | Sukenari Yokoyama (1884-1963)   | 15 de gener de 1935    | 10 de febrer de 1937   | Rikken Seiyūkai                        |
| 30                                          | 2 anys, 26 dies   | Sukenari Yokoyama (1884-1963)   |                        |                        | Rikken Seiyūkai                        |
| 31                                          |                   | Tetsuji Tachi (1889-1968)       | 10 de febrer de 1937   | 24 de juny de 1938     | Independent                            |
| 31                                          | 1 any, 134 dies   | Tetsuji Tachi (1889-1968)       |                        |                        | Independent                            |
| 32                                          |                   | Shūzō Okada (1886-1983)         | 24 de juny de 1938     | 7 de gener de 1941     | candidat independent                   |
| 32                                          | 2 anys, 197 dies  | Shūzō Okada (1886-1983)         |                        |                        | candidat independent                   |
| 33                                          |                   | Jitsuzō Kawanishi (1889-1978)   | 7 de gener de 1941     | 9 de gener de 1942     | Associació de Suport al Règim Imperial |
| 33                                          | 1 any, 2 dies     | Jitsuzō Kawanishi (1889-1978)   |                        |                        | Associació de Suport al Règim Imperial |
| 34                                          |                   | Mitsuma Matsumura (1894-1970)   | 9 de gener de 1942     | 1 de juliol de 1943    | Associació de Suport al Règim Imperial |
| 34                                          | 1 any, 173 dies   | Mitsuma Matsumura (1894-1970)   |                        |                        | Associació de Suport al Règim Imperial |
| Magistrat Metropolità de Tòquio (1943-1947) |                   |                                 |                        |                        |                                        |
| 1                                           |                   | Shigeo Ōdachi (1892-1955)       | 1 de juliol de 1943    | 22 de juliol de 1944   | Associació de Suport al Règim Imperial |
| 1                                           | 1 any, 21 dies    | Shigeo Ōdachi (1892-1955)       |                        |                        | Associació de Suport al Règim Imperial |
| 2                                           |                   | Toshizō Nishio (1881-1960)      | 25 de juliol de 1944   | 23 d'agost de 1945     | Associació de Suport al Règim Imperial |
| 2                                           | 1 any, 29 dies    | Toshizō Nishio (1881-1960)      |                        |                        | Associació de Suport al Règim Imperial |
| 3                                           |                   | Hisatada Hirose (1889-1974)     | 23 d'agost de 1945     | 15 de gener de 1946    | Independent                            |
| 3                                           | 0 anys, 145 dies  | Hisatada Hirose (1889-1974)     |                        |                        | Independent                            |
| 4                                           |                   | Shōhei Fujinuma (1883-1962)     | 15 de gener de 1946    | 8 de juny de 1946      | Independent                            |
| 4                                           | 0 anys, 144 dies  | Shōhei Fujinuma (1883-1962)     |                        |                        | Independent                            |
| 5                                           |                   | Haruo Matsui (1891-1966)        | 8 de juny de 1946      | 23 de juliol de 1946   | Independent                            |
| 5                                           | 0 anys, 45 dies   | Haruo Matsui (1891-1966)        |                        |                        | Independent                            |
| 6                                           |                   | Seiichirō Yasui (1891-1962)     | 23 de juliol de 1946   | 13 de març de 1947     | Independent                            |
| 6                                           | 0 anys, 233 dies  | Seiichirō Yasui (1891-1962)     |                        |                        | Independent                            |
| 7                                           |                   | Kazumi Iinuma (1892-1982)       | 13 de març de 1947     | 14 d'abril de 1947     | Independent                            |
| 7                                           | 0 anys, 32 dies   | Kazumi Iinuma (1892-1982)       |                        |                        | Independent                            |
| 8                                           |                   | Seiichirō Yasui (1891-1962)     | 14 d'abril de 1947     | 3 de maig de 1947      | Independent                            |
| 8                                           | 0 anys, 19 dies   | Seiichirō Yasui (1891-1962)     |                        |                        | Independent                            |
| Governador de Tòquio (1947-)                |                   |                                 |                        |                        |                                        |
| 1                                           |                   | Seiichirō Yasui (1891-1962)     | 3 de maig de 1947      | 18 d'abril de 1959     | Independent                            |
| 1                                           | 11 anys, 350 dies | Seiichirō Yasui (1891-1962)     |                        |                        | Independent                            |
| 2                                           |                   | Ryōtarō Azuma (1893-1983)       | 27 d'abril de 1959     | 22 d'abril de 1967     | Independent                            |
| 2                                           | 7 anys, 360 dies  | Ryōtarō Azuma (1893-1983)       |                        |                        | Independent                            |
| 3                                           |                   | Ryōkichi Minobe (1904-1984)     | 23 d'abril de 1967     | 22 d'abril de 1979     | Partit Socialista del Japó             |
| 3                                           | 11 anys, 364 dies | Ryōkichi Minobe (1904-1984)     |                        |                        | Partit Socialista del Japó             |
| 4                                           |                   | Shunichi Suzuki (1910-2010)     | 23 d'abril de 1979     | 22 d'abril de 1995     | Independent                            |
| 4                                           | 15 anys, 364 dies | Shunichi Suzuki (1910-2010)     |                        |                        | Independent                            |
| 5                                           |                   | Yukio Aoshima (1932-2006)       | 23 d'abril de 1995     | 22 d'abril de 1999     | Independent                            |
| 5                                           | 3 anys, 364 dies  | Yukio Aoshima (1932-2006)       |                        |                        | Independent                            |
| 6                                           |                   | Shintarō Ishihara (1932)        | 23 d'abril de 1999     | 31 d'octubre de 2012   | Independent                            |
| 6                                           | 13 anys, 191 dies | Shintarō Ishihara (1932)        |                        |                        | Independent                            |
| 7                                           |                   | Naoki Inose (1946)              | 18 de desembre de 2012 | 24 de desembre de 2013 | Independent                            |
| 7                                           | 1 any, 6 dies     | Naoki Inose (1946)              |                        |                        | Independent                            |
| 8                                           |                   | Yōichi Masuzoe (1948)           | 11 de febrer de 2014   | 21 de juny de 2016     | Independent                            |
| 8                                           | 2 anys, 131 dies  | Yōichi Masuzoe (1948)           |                        |                        | Independent                            |
| 9                                           |                   | Yuriko Koike (1952)             | 2 d'agost de 2016      | -                      | Independent                            |
| 9                                           | En el càrrec      | Yuriko Koike (1952)             |                        |                        | Independent                            |